# David Morales Ramírez
Pour les articles homonymes, voir Morales.
David Morales Ramírez (né en 1971 à La Línea de la Concepción dans la province de Cadix) est un danseur de flamenco et chorégraphe espagnol.

## Carrière
Morales débute la danse à seulement six ans. Il partage alors l'affiche avec des artistes tels Camarón de la Isla et Fosforito, dans les grands festivals andalous de la fin des années 1970. 
Sa renommée devient vite internationale.
La presse britannique le surnomme « l'enfant aux pieds d'or ». 
Depuis sa jeunesse, il ne cesse d'enchaîner tournées et spectacles, tant dans la danse que dans la mise en scène. 
En juin 2014 débute à Jerez de la Frontera le spectacle Lorca muerto de amor, que Morales met en scène avec sa compagnie de flamenco. Le spectacle est inspiré du couple formé par Federico García Lorca et Juan Ramírez de Lucas.

## Tournées
- Arabie saoudite, 1982-83-85
- Maroc, 1984
- France 1987
- Londres 1982
- Royaume-Uni 1992
- Japon 1997
- Pays-Bas, Belgique, Italie, Allemagne 1988-2000
- Moscou, Chicago, Maroc, Europe 2002.

## Prix et récompenses
- Premier prix du Concours Campo de Gibraltar, Algésiras 1988.
- Premier prix du concours National Estepona 1988.
- Premier prix des Cabezas de San Juan, Séville 1988.